# Khu bảo tồn thiên nhiên Kon Chư Răng
Khu Bảo tồn Thiên nhiên Kon Chư Răng là khu bảo tồn thiên nhiên thuộc tỉnh Gia Lai. 

## Thông tin chung
Khu Bảo tồn Thiên nhiên Kon Chư Răng có tên trong Quyết định số 194/CT, ngày 9/8/1986 của Chủ tịch Hội đồng Bộ trưởng, với diện tích 15.900 ha (Bộ NN&PTNT, 1997). Năm 1994, Viện Khoa học Lâm nghiệp đã xây dựng dự án đầu tư cho khu bảo tồn, nhưng chưa được Bộ Lâm nghiệp phê duyệt (Anon. 1994). Đến năm 1999, Viện Điều tra Quy hoạch Rừng tiếp tục xây dựng dự án đầu tư cho khu bảo tồn này (Anon. 1999) với diện tích đề xuất là 15.900 ha.

## Địa lý

### Ranh giới và giáp ranh[2]
- Phía bắc giáp huyện Kon Plong, Kon Tum.
- Phía đông bắc giáp huyện Ba Tơ, Quảng Ngãi.
- Phía đông giáp Khu bảo tồn thiên nhiên An Toàn, tỉnh Bình Định.
- Phía đông nam giáp huyện Vĩnh Thạnh, Bình Định.
- Phía nam giáp lâm phận của công ty TNHH MTV Hà Nừng tỉnh Gia Lai.
- Phía tây nam giáp lâm phận của công ty TNHH MTV Trạm Lập tỉnh Gia Lai.
- Phía tây giáp xã Đăk Rong, huyện KBang.

### Vị trí và trục giao thông chính[3]
Khu bảo tồn thiên nhiên Kon Chư Răng nằm tại xã Sơn Lang, huyện Kbang.
Khu bảo tồn thiên nhiên Kon Chư Răng có trục đường tỉnh lộ 669 chạy song song khu bảo tồn, cách ranh giới phía tây khu bảo tồn trung bình 2km . Đường Trường Sơn Đông cách thị trấn Kbang 60km về phía nam, cách thị trấn Măng Đen, huyện Kon Plông, tỉnh Kon Tum 50km về phía đông bắc, cách QL 24 30km đi về phía bắc và cách QL 19 90km về phía nam.

### Diện tích[4]
Khu bảo tồn thiên nhiên Kon Chư Răng có tổng diện tích là 719 km² (71.900 ha), trong đó diện tích của khu bảo tồn là 159 km² (diện tích rừng tự nhiên chiếm 98,5% diện tích tự nhiên của Khu bảo tồn) được chia làm 2 phân khu, bao gồm:
- Phân khu bảo vệ nghiêm ngặt: 8,75 km² (8.746 ha).
- Phân khu phục hồi sinh thái: 7,15 km² (7.154 ha).

Ngoài ra, dự án đầu tư còn quy hoạch một vùng đệm với diện tích 560 km² (56.000 ha) thuộc 2 xã Sơn Lang và Đăk Rông, huyện Kbang.

### Địa hình và khí hậu[5]
Khu bảo tồn thiên nhiên Kon Chư Răng nằm toàn bộ trên cao nguyên Kon Hà Nừng, có độ cao trung bình từ 800m - 1100m, đỉnh cao nhất là đỉnh Kon Chư Răng với độ cao 1452m so với mực nước biển. Độ ẩm trung bình năm khoảng 82%. Nhiệt độ trung bình năm từ 18°C - 25°C. Lượng mưa trung bình năm từ 2000mm - 2400mm.

## Lịch sử hình thành và phát triển
Ngày 9/8/1986, Hội đồng Bộ trưởng đã ra quyết định số 194/CT về việc thành lập các khu rừng cấm trên toàn lãnh thổ nước CHXHCN Việt Nam. Khu bảo tồn thiên nhiên Kon Chư Răng có tên trong danh sách các khu rừng đặc dụng Việt Nam kèm theo quyết định này:
Năm 1988 Liên Hiệp NCLN Kon Hà Nừng đã xây dựng luận chứng kinh tế kỹ thuật khu rừng cấm Kon Chư Răng;
Năm 1999 tổ chức Birdlife International và Viện Điều tra Quy hoạch rừng (FIPI) đã xây dựng dự án đầu tư Khu bảo tồn thiên nhiên Kon Chư Răng. Dự án đầu tư đã được Bộ NN&PTNT thẩm định tại văn bản số 2648/BNNKH ngày 4/8/2000.
Ngày 18/3/2004 UBND tỉnh Gia Lai ký Quyết định số 28/QĐ-UB thành lập Khu bảo tồn thiên nhiên Kon Chư Răng, trực thuộc Chi cục Kiểm lâm tỉnh.
Ngày 23/3/2009 UBND tỉnh Gia Lai ký Quyết định số 102/QĐ-UBND chuyển Khu bảo tồn thiên nhiên Kon Chư Răng thành Ban quản lý Khu bảo tồn thiên nhiên Kon Chư Răng, trực thuộc sở NN&PTNT tỉnh.

## Đa dạng sinh học
Theo kết quả rà soát 3 loại rừng tỉnh Gia Lai năm 2020, rừng Kon Chư Răng có độ che phủ 98,4 % tăng 1,1%; diện tích rừng giàu tăng 2,9 lần; rừng nghèo, rừng non giảm 29,5 lần; đất trống giảm 2,4 lần so với khi thành lập khu bảo tồn.       
Kon Chư Răng nằm giữa trung tâm đa dạng sinh học của 4 tỉnh, với diện tích rừng giàu và nguyên sinh rất lớn.
Kết quả rà soát quy họach rừng đặc dụng 2001-2010 của Viện Điều tra Quy hoạch rừng – năm 2001 thì Khu BTTN Kon Chư Răng xếp loại A, tầm quan trọng quốc tế về đa dạng sinh học. 
Tổng hợp các kết quả nghiên cứu Đa dạng sinh học ở Kon Chư Răng, đến nay đã Ghi nhận 1602 loài Động, Thực Vật và 66 loài vi nấm, trong đó có:

### 1. Hệ thực vật
Kế thừa số liệu công bố trước đây, kết quả điều tra, khảo sát thực địa năm 2018 và các kết quả nghiên cứu từ các đoàn nghiên cứu khoa học tới nay xác định tại Khu BTTN Kon Chư Răng có 883 loài và dưới loài thuộc 547 chi và 162 họ thực vật của 5 ngành thực vật bậc cao có mạch, trong đó:
2 loài mới được phát hiện là loài mới cho khoa học (Psydrax gialaiensis, Lasianthus konchurangensis) 
23 loài nằm tròn sách đỏ Việt Nam, 8 loài quý hiếm theo tiêu chí IUCN như: Lan kim tuyến - Anoectochilus lylei Rolfe ex Downie ;Lan kim tuyến tơ - Anoectochilus setaceus Blume; Thông tre lá ngắn - Podocarpus pilgeri; Trắc - Dalbergia cochinchinensis ;Dương sỉ thân gỗ - Cyathea spp; Giáng hương quả to - Pterocarpus macrocarpus; Lát hoa- Chukrasia tabularis A.Juss; Trầm - Aquilaria crassna Prierre ex Lecomte...).

### 2. Hệ động vật

#### 2.1. Động vật hoang dã có xương sống(thú, chim, lưỡng cư và bò sát, cá)
đã ghi nhận được 508 loài. Trong đó: thú có 100 loài; chim có 271 loài; bò sát có 51 loài; lưỡng cư có 53 loài; cá có 33 loài, trong đó có 64 loài nằm trong danh mục các loài cần được ưu tiên bảo tồn cấp quốc gia và quốc tế (Tê giác Java- Manis Java nica; Cầy mực - Arctictis binturong; Cầy bay - Cynocephalus; Gấu ngựa - Ursus thibetanus; Gà lôi trắng-  Lophura nycthemera; Hồng hoàng - Buceros bicornis Linnaeus; Khướu đầu đen - Garrulax milleti Robinson; Rắn hổ chúa - Ophiophagus hannah...) 

#### 2.2. Côn trùng:
Đã có 211 loài,127 giống thuộc 23 họ của 7 bộ côn trùng. Trong đó có 7 loài côn trùng nằm trong danh mục các loài cần được ưu tiên bảo tồn cấp quốc gia

### 3. Hệ vi nấm:
Bước đầu nghiên cứu đã ghi nhận 66 loài vi nấm, trong đó có 5 loài mới ghi nhận lần đầu tại Việt Nam.